# I Will Always Love You
Pistes de Jolene
Highlight of My Life Lonely Coming Down
I Will Always Love You est une chanson américaine de musique country composée, écrite et interprétée par Dolly Parton et sortie en 1974, puis dans une autre version en 1982 pour la bande originale du film La Cage aux poules. Les deux versions ont atteint la première place du classement country établi par Billboard.
La version reprise en 1992 par Whitney Houston, pour la bande originale du film Bodyguard, connaît un succès encore plus important que la version originale et se vend à environ 24 millions d'exemplaires dans le monde,,,,.
En 2003, CMT place I Will Always Love You en 16e position des 100 plus grandes chansons de la musique country, et en 2004 à la 1re position des 100 plus grandes chansons d'amour de la musique country.

## Version de Dolly Parton
I Will Always Love You est écrite en 1973 par Dolly Parton et produite par Bob Ferguson, et sortie en 1974. Dolly Parton affirme dans de nombreuses interviews l'avoir écrite pour son mentor Porter Wagoner qui lui suggérait d'écrire plus de chansons d'amour. Enregistrée le 17 juin 1973 au Studio B de RCA à Nashville, la chanson est comprise dans l'album Jolene et proposée en single en Avril 1974. Le single se hisse à la première place du classement des chansons de country établi par Billboard, le Hot Country Songs mais n'obtient qu'un succès modeste dans le Billboard Hot 100.
Les paroles expriment une ode à un ancien amant à qui elle souhaite « bonheur » et « amour ».
Dolly Parton réenregistre cette chanson en 1982 pour l'inclure dans la bande originale du film La Cage aux poules. Cette version atteint aussi la première place du Billboard Country Singles mais également un succès limité dans le “Billboard Hot 100”, où elle décroche seulement la 53e place,.
La chanson rencontre le succès en 1995 à la faveur d'un duo avec Vince Gill. Cette version s'élève à la 15e place du Hot Country Songs de Billboard. Dolly Parton a donc été classée trois fois dans ce hit-parade américain avec la même chanson, bien que la troisième version soit un duo. En 2003, CMT place I Will Always Love You en 16e position des 100 plus grandes chansons de la musique country, et en 2004 à la 1re position des 100 plus grandes chansons d'amour de la musique country. La chanson apparaît dans l'album de Dolly Parton Backwoods Barbie en 2008.
Au cours d´une interview au Bobby Bones Show en 2018, Dolly Parton annonça avoir écrit I Will Always Love You le même jour que l'autre succès de l'album, Jolene,.

## Version de Whitney Houston
Singles de Whitney Houston
We Didn't Know
(1992) I'm Every Woman
(1993)
Pistes de The Bodyguard
I Have Nothing
En 1992, Whitney Houston reprend la chanson pour la bande originale du film Bodyguard.
Il était prévu qu'elle enregistre une nouvelle version de What Becomes of the Brokenhearted comme single principal, mais le producteur Lawrence Kasdan découvre que la chanson va être utilisée pour Beignets de tomates vertes. Whitney Houston reprend donc I Will Always Love You et en fait une ballade soul.
Ce sera sa chanson la plus populaire, qu'elle interprète dans tous ses concerts dans tous les pays du monde. Le single devient en effet un succès planétaire et se vend à environ 24 millions d'exemplaires,,,,(liste des singles les plus vendus), avec un retentissement bien plus important que la version originale de Dolly Parton. La chanson est régulièrement citée dans des classements : elle apparaît ainsi en 8e position des 100 plus grandes chansons des 25 dernières années, en 4e position des 100 plus grandes chansons des années 1990, et en 1re position des 100 plus grandes chansons d'amour.
En octobre 2020, la version interprétée par Whitney Houston, atteint le milliard de vues sur la plateforme de vidéos YouTube.

### Clip vidéo
Le clip vidéo du single commence par la performance que donne Whitney Houston à la fin du film Bodyguard. La vidéo passe alors à Whitney Houston en costume bleu foncé assise dans un théâtre vide, les projecteurs braqués sur elle. Vers la fin de la vidéo la chanteuse est assise dans une place pleine de neige. Le clip est entrecoupé de passages du film Bodyguard.

### Ventes
Le single passe 14 semaines en tête du Billboard Hot 100, ce qui constitue à l'époque un record. Il est le single de Whitney Houston qui passe le plus de temps en tête du hit-parade, s'emparant du record de 1986 de Greatest Love of All. C'est aussi la chanson issue d'une bande originale étant restée le plus de temps en 1re position du Billboard Hot 100. Le single débute à la 4e place du Billboard Hot 100 et devient le 10e single numéro 1 de Whitney Houston seulement deux semaines plus tard. Il domine également divers autres classements de Billboard et reste 24 semaines dans le Top 40. La chanson reste numéro 1 aux États-Unis pendant les mois de janvier et de février 1993.
C'est également le plus gros succès commercial d'Arista Records. La version de Whitney Houston se vend à environ 400 000 copies à travers le monde durant la deuxième semaine suivant sa sortie, s'emparant par la même occasion du record détenu jusque-là par Bryan Adams, puis améliore à nouveau son propre record la semaine du 19 décembre 1992 avec 632 000 disques écoulés. La chanson s'est vendue à plus de 22 millions d'exemplaires dans le monde.
I Will Always Love You reste la chanson la plus vendue par une femme.

### Récompenses
- 1994 : Grammy Award de l'enregistrement de l'année

| Year | Cérémonie                                | Description(s)                                            | Resultats |
| ---- | ---------------------------------------- | --------------------------------------------------------- | --------- |
| 1993 | 19e cérémonie des People's Choice Awards | Favorite New Music Video                                  | Lauréat   |
| 1993 | 7e Soul Train Music Awards               | Best R&B/Soul Single, Female                              | Lauréat   |
| 1993 | 7e Japan Gold Disc Awards                | Song of the Year (International)                          | Lauréat   |
| 1993 | 2e MTV Movie Awards                      | Best Song From A Movie,                                   | Lauréat   |
| 1993 | 4e Billboard Music Awards                | #1 Hot 100 Single (Hot 100 Single of the Year),           | Lauréat   |
| 1993 | 4e Billboard Music Awards                | #1 Hot R&B Single (R&B Single of the Year),               | Lauréat   |
| 1993 | 4e Billboard Music Awards                | Special Award : Single no 1 le plus longtemps (14 weeks), | Lauréat   |
| 1993 | 4e Billboard Music Awards                | #1 Single Mondial,                                        | Lauréat   |
| 1993 | 4e Billboard Music Awards                | #1 Hot 100 Ventes singles                                 | Lauréat   |
| 1993 | 4e Billboard Music Awards                | #1 Hot R&B Ventes singles                                 | Lauréat   |
| 1994 | 21e American Music Awards                | Favorite Pop/Rock Single                                  | Lauréat   |
| 1994 | 21e American Music Awards                | Favorite Soul/R&B Single                                  | Lauréat   |
| 1994 | 36e Grammy Awards                        | Record of the Year                                        | Lauréat   |
| 1994 | 36e Grammy Awards                        | Meilleure performance vocale féminine                     | Lauréat   |
| 1994 | 8e Soul Train Music Awards               | Best R&B Song of the Year,                                | Lauréat   |
| 1994 | 8e Japan Gold Disc Awards                | Récompense spéciale                                       | Lauréat   |

- La version originale de Dolly Parton (1974) et celle de Whitney Houston ont reçu le Grammy Hall of Fame Award, respectivement en 2007 et en 2018[31]. En 2019, la version de Whitney Houston est inscrite au registre national des enregistrements (National Recording Registry) de la bibliothèque du Congrès à Washington[32].

### Formats et liste des pistes
| - Royaume-Uni / Europe 12" Vinyle Single, - A "I Will Always Love You" ― 4:31 - B1 Jesus Loves Me – 5:11 - B2 Do You Hear What I Hear? – 3:31 - Royaume-Uni / Europe / États-Unis 7" Vinyle Single, - A I Will Always Love You ― 4:31 - B Jesus Loves Me – 5:11 | - États-Unis / Europe Maxi-CD Single, 1. I Will Always Love You – 4:31 2. Jesus Loves Me – 5:11 3. Do You Hear What I Hear? – 3:31 - Maxi-CD Singles (1999 Remixes) 1. "I Will Always Love You" (Hex Hector Radio Edit) - 4:50 2. "I Will Always Love You" (Hex Hector 12" Club Mix) - 9:51 |

### Certifications
| Pays        | Organisme | Certification | Date             | Ventes            |
| ----------- | --------- | ------------- | ---------------- | ----------------- |
| Australie   | ARIA      | 4× Platine    | 1993             | 280,000           |
| Autriche    | IFPI      | Or            | 1er mars 1993    | 15,000            |
| France      | SNEP      | Or            | 1993             | 300,000           |
| Allemagne   | BVMI      | Platine       | 1993             | 500,000           |
| Japon       | RIAJ      | 5× Platine    | 1994             | 810,080           |
| Pays-Bas    | NVPI      | Platine       | 1992             | 60,000            |
| Suède       | IFPI      | Platine       | 26 mars 1993     | 20,000            |
| Royaume-Uni | BPI       | 2 × Platine   | 1er janvier 1993 | 1,450,000         |
| États-Unis  | RIAA      | 4× Platine    | 12 janvier 1993  | 4,591,000+575,000 |

### Performance dans les hit-parades

#### Classement par pays (1992-1993)
| Classement (1992–1993)                                     | Meilleure Position |
| ---------------------------------------------------------- | ------------------ |
| Australie (ARIA Charts)                                    | 1                  |
| Autriche (Ö3 Austria Top 40)                               | 1                  |
| Belgique (VRT Top 30)                                      | 1                  |
| Canada (RPM)                                               | 1                  |
| France (SNEP)                                              | 1                  |
| Allemagne (Media Control Top 100 Singles)                  | 1                  |
| Europe Hot 100 Singles (Music & Media)                     | 1                  |
| Irlande (IRMA)                                             | 1                  |
| Italie (Musica e Dischi                                    | 1                  |
| Japon (Classement Oricon),                                 | 5                  |
| Pays-Bas (Top 40)                                          | 1                  |
| Nouvelle-Zélande (RIANZ)                                   | 1                  |
| Norvège (VG-lista)                                         | 1                  |
| Espagne (AFYVE)                                            | 1                  |
| Suède (Sverigetopplistan)                                  | 1                  |
| Suisse (Schweizer Hitparade)                               | 1                  |
| Royaume-Uni Classement single (The Official Charts Company | 1                  |
| États-Unis Billboard Hot 100                               | 1                  |
| États-Unis Hot Adult Contemporary (Billboard)              | 1                  |
| États-Unis Hot R&B/Hip-Hop Songs (Billboard)               | 1                  |

#### Classement par pays (2012)
| Classement (2012)                         | Meilleure position |
| ----------------------------------------- | ------------------ |
| Australie (ARIA)                          | 8                  |
| Autriche (Ö3 Austria Top 40)              | 10                 |
| Canada (Canadian Hot 100)                 | 6                  |
| Danemark (Tracklisten)                    | 10                 |
| Finlande (Suomen virallinen lista)        | 17                 |
| France (SNEP)                             | 2                  |
| Japon (Japan Hot 100)                     | 5                  |
| Irlande (IRMA)                            | 13                 |
| Italie (FIMI)                             | 7                  |
| Pays-Bas (Single Top 100)                 | 5                  |
| Nouvelle-Zélande (RIANZ)                  | 7                  |
| Norvège (VG-lista)                        | 12                 |
| Écosse (The Official Charts Company)      | 19                 |
| Espagne (PROMUSICAE)                      | 2                  |
| Suède (Sverigetopplistan)                 | 56                 |
| Suisse (Schweizer Hitparade)              | 3                  |
| Royaume-Uni (The Official Charts Company) | 10                 |
| États-Unis Billboard Hot 100              | 3                  |

#### Classement de fin d'année
| Classement (1992)                      | Position |
| -------------------------------------- | -------- |
| Australie Singles Chart                | 17       |
| Pays-Bas Top 40 Classement single      | 61       |
| Italie Classement single               | 7        |
| Royaume-Uni Classement single          | 1        |
| Classement (1993)                      | Position |
| Australie Classement single            | 2        |
| Autriche Classement single             | 8        |
| Canada RPM Top 100 Hit Tracks          | 1        |
| Pays-Bas Top 40 Classement single      | 13       |
| Japon Classement Oricon                | 31       |
| Suisse Classement single               | 7        |
| Royaume-Uni Classement single          | 9        |
| États-Unis Billboard Hot 100 Singles   | 1        |
| États-Unis. Adult Contemporary Singles | 18       |
| États-Unis Pop Singles                 | 1        |
| États-Unis R&B Singles                 | 1        |

#### Classement de la décennie
| Classement (1990-1999)                               | Position |
| ---------------------------------------------------- | -------- |
| Royaume-Uni Top Hits de la décennie : 1990s          | 10       |
| États-Unis Billboard Hot 100 Singles des années 1990 | 7        |

#### BillboardMagazine Hot 100 Classement anniversaire
| Year | Titre                              | Catégorie                                                       | Position | Source  |
| ---- | ---------------------------------- | --------------------------------------------------------------- | -------- | ------- |
| 1998 | Billboard 40 Years of the Top 40   | The Top 10 Remakes                                              | #2       | [ 106 ] |
| 1998 | Billboard 40 Years of the Top 40   | The Top 10 "Love" Songs                                         | #2       | [ 106 ] |
| 1998 | Billboard 40 Years of the Top 40   | Billboard The Hot 100 of the Hot 100: Top Songs of Four Decades | #6       | [ 107 ] |
| 1998 | Billboard 40 Years of the Top 40   | The Top 10 Soundtrack Songs                                     | #1       | [ 108 ] |
| 1998 | Billboard 40 Years of the Top 40   | Chanson ayant le plus de semaines no 1 (14 weeks)               | #2       | [ 108 ] |
| 2008 | Billboard Hot 100 50th Anniversary | The Billboard Hot 100 All-Time Top Songs                        | #68      | [ 109 ] |
| 2008 | Billboard Hot 100 50th Anniversary | The All-Time Top R&B/Hip-Hop Songs                              | #27      | [ 110 ] |
| 2008 | Billboard Hot 100 50th Anniversary | Hot 100 Song of the Year - 1993                                 | #1       | [ 111 ] |

## Autres versions
I Will Always Love You a aussi été reprise par :
- Linda Ronstadt (1975)
- Sheena Easton (1996)
- Shirley Murdock (1996)
- Ailee (2014)
- Benedetta Caretta (2019)
- LeAnn Rimes (1997)
- Julia Fiquet (2015)